# Dino Baggio
Dino Baggio (sinh ngày 24 tháng 7 năm 1971) là một cựu cầu thủ bóng đá chuyên nghiệp người Ý chơi ở vị trí tiền vệ phòng ngự.
Trong suốt sự nghiệp của mình, anh đã chơi cho một số câu lạc bộ Ý và giành được UEFA Cup 3 lần, hai lần cùng Parma và một lần cùng Juventus. Anh cũng có một thời gian thi đấu ở Anh với Blackburn Rovers. Ở cấp độ quốc tế, anh đã có 60 lần khoác áo đội tuyển Ý từ năm 1991 đến 1999, ghi được 7 bàn thắng và là thành viên của đội tuyển đã vào đến trận chung kết World Cup 1994; sau đó anh cũng đại diện cho Ý tham dự Euro 1996 và World Cup 1998.

## Sự nghiệp câu lạc bộ

### Sự nghiệp ban đầu

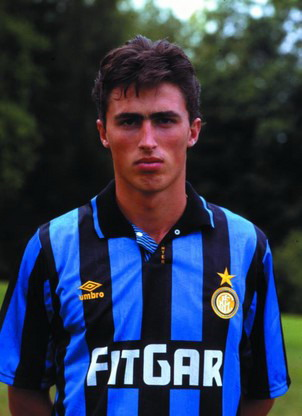
Baggio tại Inter Milan năm 1991

Baggio gia nhập hệ thống đào tạo trẻ của Torino khi mới 13 tuổi và ra mắt Serie A ở tuổi 19. Anh trở thành thành viên thường xuyên của đội hình xuất phát và nổi lên như một tiền vệ phòng ngự ngoan cường, chăm chỉ, ổn định và đa năng. Tại Torino, anh đã giành chức vô địch Serie B 1989–90, tiếp theo là Mitropa Cup 1991. Anh được cho mượn đến Inter Milan ở tuổi 20 vào năm 1991 cho mùa giải 1991–92, ra sân 27 lần và ghi được 1 bàn thắng.

### Vươn lên đỉnh cao: Juventus
Vào cuối mùa giải 1991–92, Juventus đã mua tiền vệ trẻ đầy triển vọng này với giá 10 tỷ Lire Ý, và trong thời gian thi đấu cho câu lạc bộ, Dino Baggio đã chơi cùng với người đồng đội không liên quan Roberto Baggio trong hai mùa giải, hình thành một tình bạn đáng chú ý; Dino thường được gọi là "Baggio 2" hoặc "Baggio khác" trong những năm đầu sự nghiệp, để phân biệt hai cầu thủ, vì anh trẻ hơn và ban đầu ít được biết đến hơn. Tuy nhiên, vì Dino Baggio trước đây đã chơi cho Torino, đối thủ cùng thành phố, nên người hâm mộ Juventus ban đầu không hài lòng với thương vụ này. Tuy nhiên, lối chơi chắc chắn và ổn định của anh đã sớm chinh phục họ, và anh nhanh chóng trở thành trụ cột ở hàng tiền vệ của Juventus, giành chức vô địch UEFA Cup vào năm 1993, ghi được 3 bàn thắng qua 2 lượt trận chung kết; một trong những bàn thắng của anh đến ở trận lượt đi, trong khi hai bàn thắng còn lại đến ở trận lượt về. Anh cũng giúp Juventus đứng thứ 2 ở Serie A trong mùa giải 1993–94.

### Thành công trong nước và quốc tế: Parma
Sau những màn trình diễn của Baggio tại World Cup 1994 và cùng Juventus, Parma đã cố gắng chiêu mộ tiền vệ này. Baggio ban đầu từ chối lời đề nghị của Parma, tuyên bố ý định ở lại Juventus. Vào thời điểm đó, Juventus sẵn sàng đề nghị Parma một tiền đạo trẻ tên là Alessandro Del Piero thay vì Baggio, để giữ lại tiền vệ phòng ngự của họ; Parma đã chấp nhận lời đề nghị, nhưng trước khi thương vụ được hoàn tất, Dino Baggio đã thay đổi suy nghĩ và quyết định chuyển đến Parma. Del Piero ở lại Juventus, và mùa giải sau đó, anh đã có một bước đột phá với câu lạc bộ, sau này trở thành huyền thoại của câu lạc bộ.
Baggio chuyển đến Parma vào đầu mùa giải 1994–95 với giá 14 tỷ Lire. Trong mùa giải đầu tiên với câu lạc bộ mới dưới thời Nevio Scala, anh đã ngay lập tức giành được UEFA Cup, lần thứ hai trong sự nghiệp, ghi một bàn thắng ở mỗi lượt trận chung kết năm 1995 gặp lại đội bóng cũ Juventus, nâng tổng số bàn thắng của anh ở trận chung kết UEFA Cup lên 5 bàn. Anh cũng vào đến trận chung kết Coppa Italia mùa giải đó, nhưng thua chính đội bóng cũ của mình, đồng thời cũng suýt chút nữa giành được chức vô địch Serie A trước đội bóng cũ, một lần nữa, kết thúc mùa giải ở vị trí thứ 3. Mặc dù gặt hái được thành công ở châu Âu dưới thời Malesani, nhưng Parma đã không thể giành chức vô địch Serie A trong những năm này, với thành tích tốt nhất của họ là ở mùa giải 1996–97, khi họ xếp thứ 2 dưới thời HLV Carlo Ancelotti.
Trong trận đấu thuộc UEFA Cup 1998–99, Baggio đã bị thương ở đầu do một con dao được ném bởi một người hâm mộ Wisła Kraków ở Kraków, khiến Wisła bị cấm tham dự cúp châu Âu trong một năm. Anh ấy đã tiếp tục giành chức vô địch UEFA Cup thứ ba của mình trong mùa giải đó, trước Olympique Marseille, cũng vô địch Coppa Italia trước Fiorentina, theo sau là Supercoppa Italiana 1999 trước nhà vô địch Serie A 1998–99 Milan.
Baggio ở lại Parma cho đến cuối mùa giải 1999–2000, giúp câu lạc bộ cán đích ở vị trí thứ 4 và suýt chút nữa giành được một suất tham dự UEFA Champions League sau thất bại ở vòng play-off trước Inter. Trong mùa giải cuối cùng của anh ấy với câu lạc bộ, anh ấy cũng trở nên nổi tiếng vì một sự cố đặc biệt trong trận đấu trên sân nhà gặp lại đội bóng cũ Juventus vào ngày 9 tháng 1 năm 2000. Baggio đã phạm lỗi với Gianluca Zambrotta và trọng tài Stefano Farina đã rút thẻ đỏ trực tiếp gây tranh cãi đối với anh. Để phản đối, Baggio đã làm "dấu hiệu tiền nong" về phía trọng tài và sau đó nhổ nước bọt xuống đất gần Farina. Baggio đã bị chỉ trích vì hành vi của mình và bị cấm thi đấu hai trận, ngoài việc bị câu lạc bộ phạt 20 triệu lire, vì hành động này. Anh cũng bị Luciano Nizzola, chủ tịch FIGC vào thời điểm đó, ngăn không cho tham gia trận giao hữu của Ý với Thụy Điển vào ngày 23 tháng 2 năm 2000.

### Sự nghiệp sau này
Tháng 10 năm 2000, Baggio được bán cho Lazio, nhà vô địch Serie A mới đăng quang, với giá 10 tỷ lire Ý, cùng với Nestor Sensini. Roberto Baggio gia nhập Lazio vào tháng 10 năm 2000, sau khi đội bóng giành chức vô địch Serie A. Tuy nhiên, anh ấy không được sử dụng nhiều trong hai mùa giải đầu tiên của mình ở Lazio, và câu lạc bộ cũng không giành được bất kỳ danh hiệu nào. Vào đầu mùa giải 2003–04, Baggio đã đàm phán với Wolverhampton Wanderers về một hợp đồng cho mượn, nhưng các cuộc đàm phán đã thất bại. Sau đó, anh ấy đã đến thử việc với Blackburn Rovers và được câu lạc bộ này ký hợp đồng cho mượn trong một mùa giải vào tháng 9 năm 2003. Anh ra mắt câu lạc bộ với tư cách là cầu thủ dự bị trong trận thua 3-1 trên sân nhà trước Liverpool ở Premier League vào ngày 13 tháng 9,  trong khi trận đá chính đầu tiên của anh ấy cho đội bóng diễn ra vào ngày 24 tháng 9, trong trận thua 3-1 trên sân khách trước Gençlerbirliği, ở vòng đầu tiên của UEFA Cup; tháng sau, đội bóng bị loại khỏi giải đấu sau trận hòa 1-1 ở lượt về, trong trận đấu đó Baggio đã vào sân thay người, thay thế cho đồng hương Corrado Grabbi. Huấn luyện viên của Baggio tại Blackburn, Graeme Souness, đã sử dụng anh ở vị trí tiền đạo trong một số trận đấu, tuy nhiên, điều này đã ảnh hưởng tiêu cực đến phong độ của anh. Baggio đã có tổng cộng 9 lần ra sân cho câu lạc bộ, ghi được 1 bàn thắng ở giải đấu trong trận thua 2-1 trước Leeds United. Do phong độ tệ hại trong nửa đầu mùa giải, Souness đã cố gắng để Baggio trở về Ý theo hợp đồng cho mượn đến Ancona, đội bóng mới thăng hạng Serie A vào tháng 1 năm 2004, nhưng cầu thủ này đã từ chối thỏa thuận ban đầu. Sau đó, Lazio đã cho anh ấy mượn đến Ancona. Anh ấy đã có 15 lần ra sân và ghi được 2 bàn thắng, nhưng Ancona đã xếp cuối bảng. Anh ấy vẫn ở lại Lazio trong mùa giải 2004–05, nhưng không có một lần ra sân nào cho câu lạc bộ trong mùa giải đó. Anh ấy đã giải nghệ vào năm 2005 sau một thời gian ngắn chơi cho Triestina, một đội bóng ở Serie B, khi mới 34 tuổi. Vào tháng 2 năm 2008, người ta thông báo rằng Dino Baggio đã quyết định trở lại từ việc giải nghệ và gia nhập câu lạc bộ Terza Categoria Tombolo - một đội bóng gần quê nhà của anh ấy, được huấn luyện bởi huấn luyện viên đầu tiên của anh ấy, Cesare Crivellaro.

## Sự nghiệp quốc tế
Ở cấp độ trẻ quốc tế, Baggio đã giành chức vô địch U-21 châu Âu 1992 cùng đội tuyển Azzurrini, và trong cùng năm, anh đã tham dự Thế vận hội Mùa hè 1992 ở Barcelona cùng đội tuyển U-23 Ý, dưới sự dẫn dắt của HLV Cesare Maldini. Baggio đã ra mắt đội tuyển Ý cấp cao dưới thời HLV Arrigo Sacchi, vào ngày 21 tháng 12 năm 1991, khi mới 20 tuổi, trong trận thắng 2-0 trước Síp, tại Foggia. Anh ra sân trong trận đấu này cùng với người đồng đội mới ra mắt Demetrio Albertini, người sẽ sát cánh cùng Baggio ở hàng tiền vệ của Ý trong suốt những năm 1990. Vào ngày 24 tháng 2, anh ghi bàn thắng đầu tiên cho Ý, tại Oporto, trong trận đấu với Bồ Đào Nha.
Trong chiến dịch vòng loại FIFA World Cup 1994, Baggio đã ghi bàn thắng quyết định vào lưới Bồ Đào Nha, giúp Ý giành vé dự giải đấu. Nhờ đó, anh được HLV Arrigo Sacchi gọi vào đội tuyển Ý tham dự World Cup 1994. Trong kỳ World Cup đầu tiên của mình, anh đã kết hợp với người đồng đội không phải họ hàng Roberto Baggio để giúp Ý lọt vào chung kết World Cup 1994, ghi những bàn thắng quyết định, nhưng cuối cùng đã thất bại trước Brazil trên chấm phạt đền. Dino đã ghi hai bàn thắng trong giải đấu: bàn đầu tiên là cú đánh đầu quyết định mang về chiến thắng, được kiến tạo bởi Giuseppe Signori, trong chiến thắng 1-0 của Ý ở vòng đầu tiên trước Na Uy, và bàn thứ hai là bàn mở tỷ số trong chiến thắng 2-1 trước Tây Ban Nha ở tứ kết, đến từ một cú sút xa được kiến tạo bởi Roberto Donadoni. Trong trận chung kết, anh bắt đầu trận đấu ở vị trí tiền vệ cùng với Albertini trong sơ đồ 4-4-2 của đội, nhưng sau đó đã bị Alberigo Evani thay ra ở hiệp phụ; sau khi hòa 0-0, trận đấu đã đi đến loạt sút luân lưu và Brazil đã giành chiến thắng, với việc Roberto Baggio, người đồng đội cùng tên của Dino, đã sút hỏng quả phạt đền quyết định. Theo FIFA.com, sự thiếu hụt các pha tấn công trong trận đấu một phần là do màn trình diễn ấn tượng ở vị trí tiền vệ phòng ngự của Dino Baggio cho Ý, và Dunga và Mauro Silva cho Brazil.
Baggio tiếp tục thi đấu cho Ý trong các giải đấu khác trong suốt những năm 1990, chẳng hạn như Euro 1996. Baggio cũng ra sân trong mọi trận đấu cho Ý tại World Cup 1998 dưới thời Cesare Maldini. Ban đầu Baggio có tên trong danh sách 26 cầu thủ tạm thời của Dino Zoff cho Euro 2000 nhưng sau đó lại không có tên trong danh sách cuối cùng. Anh có trận đấu cuối cùng cho Ý vào ngày 13 tháng 11 năm 1999, trong trận thua 3-1 trên sân nhà trước Bỉ trong một trận giao hữu quốc tế.
Baggio đã có 60 lần khoác áo và ghi 7 bàn thắng cho đội tuyển quốc gia Ý từ năm 1991 đến 1999. Anh được người hâm mộ Ý nhớ đến là một cầu thủ quốc tế đáng chú ý của thập niên 90 nhờ màn trình diễn tại World Cup, và vì anh đã có thể giành được vị trí tiền vệ chính thức trước nhiều cầu thủ tài năng khác đang ở đỉnh cao phong độ, chẳng hạn như Roberto Di Matteo, Antonio Conte, Roberto Mancini và Gianfranco Zola.

## Phong cách chơi
Baggio là một tiền vệ phòng ngự đa năng và năng động, với khả năng tắc bóng, tốc độ và khả năng chọn vị trí tuyệt vời; Anh cũng được trời phú cho kỹ thuật vững chắc, tầm nhìn tốt và khả năng phân phối bóng đáng tin cậy, giúp anh có thể đóng góp cho hàng tấn công của đội mình.
Baggio được coi là một trong những cầu thủ Ý vĩ đại nhất của thế hệ anh ấy, và là một trong những tiền vệ nhất quán nhất ở Serie A trong những năm 90. Dù chủ yếu hoạt động ở vị trí tiền vệ phòng ngự, nhưng Baggio vẫn có thể đóng góp cho mặt trận tấn công và ghi bàn nhờ khả năng sút xa, đánh đầu và chọn vị trí tốt; Ngoài ra, anh ấy còn có khả năng ghi bàn từ những cú sút xa mạnh mẽ và chính xác, nhờ khả năng dứt điểm của mình, đặc biệt là từ ngoài vòng cấm. Vì có khả năng ghi bàn, anh ấy đôi khi được huấn luyện viên Souness triển khai chơi ở vị trí tiền đạo trong thời gian ở Blackburn.

## Thống kê sự nghiệp

### Câu lạc bộ
| Câu lạc bộ        | Mùa giải          | Giải đấu Quốc gia | Giải đấu Quốc gia | Giải đấu Quốc gia | Cúp Quốc gia  | Cúp Quốc gia | Cúp Liên đoàn | Cúp Liên đoàn | Cúp Châu lục  | Cúp Châu lục | Tổng cộng     | Tổng cộng |
| Câu lạc bộ        | Mùa giải          | Bảng đấu          | Số lần ra sân     | Bàn thắng         | Số lần ra sân | Bàn thắng    | Số lần ra sân | Bàn thắng     | Số lần ra sân | Bàn thắng    | Số lần ra sân | Bàn thắng |
| ----------------- | ----------------- | ----------------- | ----------------- | ----------------- | ------------- | ------------ | ------------- | ------------- | ------------- | ------------ | ------------- | --------- |
| Torino            | 1989–90           | Serie B           | 3                 | 0                 | 0             | 0            | —             | —             | —             | —            | 3             | 0         |
| Torino            | 1990–91           | Serie A           | 25                | 2                 | 6             | 0            | —             | —             | —             | —            | 31            | 2         |
| Torino            | Tổng              | Tổng              | 28                | 2                 | 6             | 0            | 0             | 0             | 0             | 0            | 34            | 2         |
| Inter Milan       | 1991–92           | Serie A           | 27                | 1                 | 5             | 1            | —             | —             | —             | —            | 32            | 2         |
| Juventus          | 1992–93           | Serie A           | 32                | 1                 | 7             | 3            | —             | —             | 9             | 5            | 48            | 9         |
| Juventus          | 1993–94           | Serie A           | 17                | 0                 | 2             | 0            | —             | —             | 6             | 0            | 25            | 0         |
| Juventus          | Tổng              | Tổng              | 49                | 1                 | 9             | 3            | 0             | 0             | 15            | 5            | 73            | 9         |
| Parma             | 1994–95           | Serie A           | 31                | 6                 | 7             | 1            | —             | —             | 11            | 5            | 49            | 12        |
| Parma             | 1995–96           | Serie A           | 28                | 4                 | 2             | 0            | —             | —             | 4             | 1            | 34            | 5         |
| Parma             | 1996–97           | Serie A           | 31                | 2                 | 1             | 0            | —             | —             | 2             | 0            | 34            | 2         |
| Parma             | 1997–98           | Serie A           | 29                | 5                 | 6             | 0            | —             | —             | 8             | 0            | 43            | 5         |
| Parma             | 1998–99           | Serie A           | 29                | 2                 | 5             | 0            | —             | —             | 8             | 0            | 42            | 2         |
| Parma             | 1999–2000         | Serie A           | 24                | 0                 | 1             | 0            | 1             | 0             | 9             | 1            | 35            | 1         |
| Parma             | 2000–01           | Serie A           | 0                 | 0                 | 2             | 0            | —             | —             | 1             | 0            | 3             | 0         |
| Parma             | Tổng              | Tổng              | 172               | 19                | 24            | 1            | 1             | 0             | 43            | 7            | 240           | 27        |
| Lazio             | 2000–01           | Serie A           | 25                | 1                 | 1             | 0            | —             | —             | —             | —            | 26            | 1         |
| Lazio             | 2001–02           | Serie A           | 15                | 0                 | 3             | 0            | —             | —             | 3             | 0            | 21            | 0         |
| Lazio             | 2002–03           | Serie A           | 4                 | 0                 | 3             | 0            | —             | —             | 8             | 0            | 15            | 0         |
| Lazio             | Tổng              | Tổng              | 44                | 1                 | 7             | 0            | 0             | 0             | 11            | 0            | 62            | 1         |
| Blackburn Rovers  | 2003–04           | Premier League    | 9                 | 1                 | 0             | 0            | 0             | 0             | 2             | 0            | 11            | 1         |
| Ancona (cho mượn) | 2003–04           | Serie A           | 13                | 0                 | 0             | 0            | —             | —             | —             | —            | 13            | 0         |
| Triestina         | 2005–06           | Serie B           | 3                 | 0                 | 0             | 0            | —             | —             | —             | —            | 3             | 0         |
| Tổng số sự nghiệp | Tổng số sự nghiệp | Tổng số sự nghiệp | 345               | 25                | 51            | 5            | 1             | 0             | 71            | 12           | 468           | 42        |

1. ↑  Bao gồm việc tham dự vòng play-off Serie A UEFA Champions League

### Quốc tế
| Đội tuyển quốc gia | Năm       | Số lần ra sân | Bàn thắng |
| ------------------ | --------- | ------------- | --------- |
| Ý                  | 1991      | 1             | 0         |
| Ý                  | 1992      | 1             | 0         |
| Ý                  | 1993      | 7             | 3         |
| Ý                  | 1994      | 15            | 4         |
| Ý                  | 1995      | 5             | 0         |
| Ý                  | 1996      | 4             | 0         |
| Ý                  | 1997      | 11            | 0         |
| Ý                  | 1998      | 11            | 0         |
| Ý                  | 1999      | 5             | 0         |
| Tổng cộng          | Tổng cộng | 60            | 7         |

Danh sách tỷ số và kết quả với tổng số bàn thắng của Ý được liệt kê đầu tiên, cột tỷ số cho biết tỷ số sau mỗi bàn thắng của Baggio.
| STT | Ngày                | Địa điểm                                     | Đối thủ     | Điểm | Kết quả | Giải đấu            |
| --- | ------------------- | -------------------------------------------- | ----------- | ---- | ------- | ------------------- |
| 4   | 23 tháng 6 năm 1994 | Sân vận động Giants, Đông Rutherford, Hoa Kỳ | Na Uy       | 1–0  | 1–0     | 1994 FIFA World Cup |
| 5   | 9 tháng 7 năm 1994  | Sân vận động Foxborough, Foxborough, Hoa Kỳ  | Tây Ban Nha | 1–0  | 2–1     | 1994 FIFA World Cup |

## Danh hiệu
Torino
- Serie B: 1989–90
- Cúp Mitropa: 1991

Juventus
- Cúp UEFA: 1992–93

Parma
- Coppa Italia: 1998–99
- Siêu cúp bóng đá Ý: 1999
- Cúp UEFA: 1994–95, 1998–99

U-21 Ý
- Giải vô địch U21 châu Âu: 1992

Ý
- Á quân Giải vô địch bóng đá thế giới: 1994